# James A. Reed
James A. Reed (Mansfield, 1861. november 9. – Oscoda megye, 1944. szeptember 9. vagy 1944. szeptember 8.) az Amerikai Egyesült Államok szenátora (Missouri, 1911–1929).